# 아쓰키촌
아쓰키촌(阿月村)은 일본 야마구치현 구마게군에 설치되었던 촌이다. 현재의 야나이시의 일부에 해당한다.